# Наттуванар
Наттуванар или натуванар — музыкант, исполнитель наттувангама. Входит в состав группы музыкантов, аккомпанирующих исполнению классического индийского танца (преимущественно в южноиндийской традиции). Упоминается в описании регламента представления Натьи в Натьяшастре Бхараты-муни.

## Роль наттуванара в представлении
Наттуванар выполняет две функции:
1. Соединяет игру на манджире, пение и силамбу (танцевальный счёт), проговариваемый на разных скоростях с эмоциональной окраской и интонированием, зависящими от характера исполняемого музыкального произведения.
2. Может выступать в роли своеобразного «дирижёра» всего оркестра, отбивающего талам (ритм) для всех исполнителей — и музыкантов, и танцоров в течение всего перфоманса Натьи.[1]

Талам (ритм) для всего оркестра также отбивает вокалист. Вокалист сидит по центру (рядом с наттуванаром) и отбивает ритм правой рукой так, чтобы это было видно всем участникам оркестра.
В некоторых случаях вокалист и наттуванар — один и тот же исполнитель.
Традиционно наттуванар сидит по центру среди музыкантов, привлекая к себе внимание артистической, эмоциональной манерой проговора наттувангама.
Для отстукивания ритмов используются металлические «тарелочки» — манджира.
Игра на манджире — часть обучения наттувангаму.